# Красная линия (Вашингтонский метрополитен)
Красная линия Вашингтонского метрополитена соединяет округ Монтгомери, штат Мэриленд с Вашингтоном, округ Колумбия. Линия содержит и наземные участки и подземные участки как глубокого заложения так и мелкого заложения. На линии 27 станций.
Линию обслуживают 44 поезда (10 восьмивагонных и 34 шестивагонных составов) с общим количеством вагонов 284. Все поезда выходят на линию только в часы-пик. Днём и в часы -пик интервал движения составляет 6 минут. В вечернее время интервал движения — 12 минут.
Ширина колеи — 1435 мм.

## Маршрут линии
Линия начинается в округе Монтгомери в невключённой территории Дервуд со станции Шейди-Гроув. Вплоть до станции Твинбрук линия проходит вдоль железнодорожной линии Metropolitan Subdivision, обслуживаемой CSX Transportation. Далее линия по поверхности земли тянется до станции Твинбрук. Далее линия проходит в тоннелях мелкого заложения с наземными станциями Уайт-Флинт и Гросвенор — Стратхмор. За станцией Гросвенор — Стратхмор линия снова выходит для поверхность для того, чтобы пересечь шоссе Washington Beltway по метромосту. Затем тоннели проходят под Роквилл-Пайк и Висконсин-авеню до станции Тенлитаун — Эй-Ю. За станцией туннель совершает S-образный изгиб в районе Yuma Street и принимает исходное направление, уже под Коннектикут авеню. Сразу за изгибом находится станция Ван-Несс — Ю-Ди-Си. До станции Фаррагут-Норт тоннели Красной линии проходят под Коннектикут авеню. Изгиб туннеля под парком Лафайетт-парк направляет линию к Джи-стрит.
На Джи-стрит находятся две станции: Метро-Сентер и Геллери-Плейс. Далее, минуя станцию Джудикери-сквер, линия следует под Ди-стрит до вокзала Юнион-Стейшн, рядом с которым расположена одноимённая станция Красной линии. После Юнион-Стейшн линия вновь выходит на поверхность и тянется на север вдоль железнодорожных путей Metropolitan Subdivision вплоть до станции Сильвер-Спринг. За станцией Сильвер-Спринг, перед 16-й улицей снова уходит в тоннель. После изгиба тоннель до конечной станции Гленмонт проходит под Джорджия-авеню. В конце линии устроено электродепо.
По красной линии движутся разные поезда: Шейди-Гроувского направления (A) и Гленмонтского направления (B). Пересадка с одного поезда на другой может осуществляться в Метро-Сентер, общей станции для обоих направлений.
Схемы Вашингтонского метрополитена:

Схематичное изображение линий метрополитена.
Расположение линий Вашингтонского метрополитена.

## История
Планирование метро началось в 1955 году, вместе с Mass Transportation Survey, которая планировалась как система автострад и маршрутов общественного транспорта для удовлетворения потребностей города на 1980 год. В 1959 году финальный проект включал две линии метрополитена с предполагаемыми подземными линиями в центре Вашингтона. Поскольку план предполагал крупномасштабное строительство автострад, встревоженные жители пролоббировали мораторий на осуществление данного плана до 1 июля 1962 года. Национальным Столичным Транспортным Агентством в докладе 1962 года «Транспорт в Национальном Столичном Регионе» предложили существующий маршрут Красной линии, но со следованием Красной линии вдоль Балтиморской и Огайской Железной дороги с ответвлением между Силвер-Спринг и Роквиллом вместо непрерывного пути между Бетсесдой и Роквиллом. Маршрут был учтён при дальнейшей планировке метрополитена до формирования WMATA.
С образованием WMATA в октябре 1966 года, планирование системы метрополитена переходит из федеральной юрисдикции местным властям с участием Округа Колумбия, Мэриленда и Вирджинии. Одобрение проекта в Конгрессе уже не имело значения. Теперь на пригороды-участники проекта ложилась ответственность за обслуживание и проведение референдумов по поводу финансирования подведомственных им участков метрополитена. Поскольку самый дешёвый способ строительства линии метрополитена — прокладка путей вдоль существующих железнодорожных веток, Красная линия отчасти приняла существующий вид.
К 1969 году WMATA приняло проект Красной линии в настоящем виде, но без продления за пределы Роквилла, в Шейди Гроув. Финансирование продления линии в Шейди-Гроув было условно утверждено лишь в июле 1975 года. Закладка первого камня в строительстве Красной линии состоялась 9 декабря 1969 года. Строительство было затруднено в связи с запретом Службы Национальных парков на возведение метромоста через Рок-Крик и требованием заключить линию на этом участке в туннели. В связи с этим между станциями Дюпон Сёркл и Вудли-Парк линию также было решено прокладывать под землёй. По плану предполагалось строительство туннеля под Yuma Street, соединяющего туннели под Коннектикут авеню и Висконсин авеню, но жители подали в суд, что задержало строительство линии на 2 года, до тех пор, пока WMATA не выиграла в суде и не вернула себе право на строительство туннеля.
Эксплуатация Красной линии (и всего метрополитена в целом) началась 29 марта 1976 года на участке между Фаррагут-Норт и Род-Айленд-авеню — Брентвуд. Открытие Гэллери Плэйс было отложено постановлением суда в связи с отсутствием элементов для маломобильных лиц, но всё же была открыта на действующем участке 15 декабря 1976 года.
Продление линии на запад
- 19 января 1977 года линия была продлена на запад до Дюпонт-сёркл.
- 5 декабря 1981 линия «подросла» ещё на три станции до Ван-Несс — Ю-Ди-Си.
- 25 августа 1984 года линия была продлена на 5 станций до Гровенор — Стрэтмор.
- 15 декабря 1984 линию продлили ещё на 4 станции до Шейди-Гроув.

Продление линии на восток
- 6 февраля 1978 года линия была продлена на 4 станции до Силвер-Спринг, впервые выйдя за пределы Колумбии, соединив метрополитен с штатом Мэриленд.
- 25 июля 1998 линия была продлена до Гленмонта. На этом строительство Красной линии было завершено.[19]

Через некоторое после постройки ответвления Зелёной линии к северу от Форт-Тоттен, открытого в начале 1990-х, начался шестимесячный эксперимент эксплуатации Красной линии поездами Зелёной, следующими коротким путём в пригород. Пассажиры могли совершить посадку между Гринбелт и Уэст-Хайатсвилл и следовать до Фаррагут-Норт без пересадки. Для оборота поездов был устроен пошерстный съезд между станциями Уэст-Хайатсвилл и Брукленд — Си-Ю-Эй. Благодаря успеху эксперимента, совместное движение по Красной линии продолжалось до 1999 года, когда была достроена часть Зелёной линии в центре города.
Станция НоМа — Галлодет-Ю была открыта 20 ноября 2004 года. Это первая станция, построенная по проекту «заполнения линий» (то есть станция построена на действующем участке линии).

### Хронология
В таблице указана хронология пусков участков линии и открытия станций.
| Дата             | Что построено                                                           | Всего станций на линии | Длина линии (км) |
| ---------------- | ----------------------------------------------------------------------- | ---------------------- | ---------------- |
| 29 марта 1976    | Открытие пускового участка Фаррагут-Норт — Род-Айленд-авеню — Брентвуд. | 5                      | 7.4              |
| 15 декабря 1976  | Геллери-Плейс — Чайнатаун — открыта на действующем участке.             | 6                      | 7.4              |
| 1 января 1977    | Проление линии до станции Дюпонт-сёркл.                                 | 7                      | 9.2              |
| 6 февраля 1978   | Проление линии до станции Силвер-Спринг.                                | 11                     | 18.3             |
| 5 декабря 1981   | Проление линии до станции Ван-Несс — Ю-Ди-Си.                           | 14                     | 21.7             |
| 25 августа 1984  | Проление линии до станции Гровенор — Стрэтмор.                          | 19                     | 32.7             |
| 15 декабря 1984  | Проление линии до станции Шейди-Гроув.                                  | 23                     | 43.9             |
| 22 сентября 1990 | Проление линии до станции Уитон.                                        | 25                     | 49.1             |
| 25 января 1998   | Проление линии до станции Гленмонт.                                     | 26                     | 51.3             |
| 20 ноября 2004   | На действующем участке открыта станция НоМа — Галлодет-Ю.               | 27                     | 51.3             |

## Пересадки
На линии имеются 3 пересадочных станции: Метро-Сентер, Гэллери Плэйс, Форт Тоттен.
Станция Метро Сентер — двухуровневая станция, на ней можно осуществить пересадку на поезда Синей и Оранжевой линий. В дальнейшем планируется пересадка на планируемую Серебряную линию.
Гэллери Плэйс — двухуровневая станция, с неё можно осуществить пересадку на поезда Зелёной и Жёлтой линий.

Форт Тоттен — также двухуровневая станция с пересадкой на поезда Зелёной и Жёлтой линий.

## Аварии

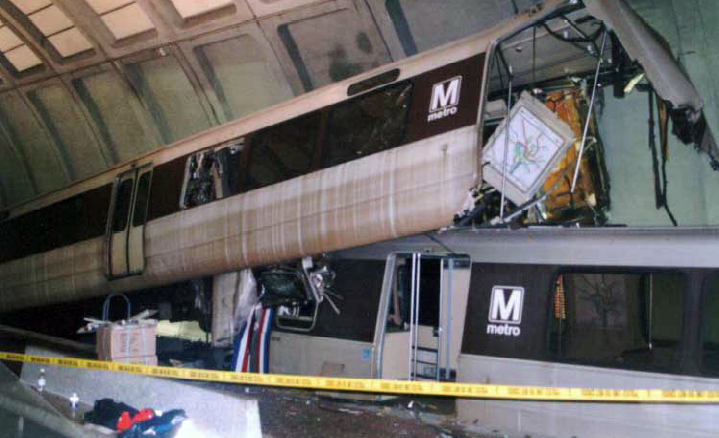
Авария на станции Вудли Парк-зу / Адамс Морган 3 ноября, 2004

### Авария на Вудли Парк
3 ноября 2004 года поезд Красной линии скатился из служебного туннеля на станцию Вудли Парк и врезался в стоящий на станции поезд с пассажирами. Жертв не было, 20 человек получили различные ранения. 14-ти месячное расследование постановило что машинист скорее всего не понял, что поезд катится назад, на станцию. Также было рассчитано, что если бы на станцию скатился полный поезд, могло бы быть до 79 жертв. Машинист был уволен, управлением метрополитена решено установить защиту от отката более чем на 300 вагонов.

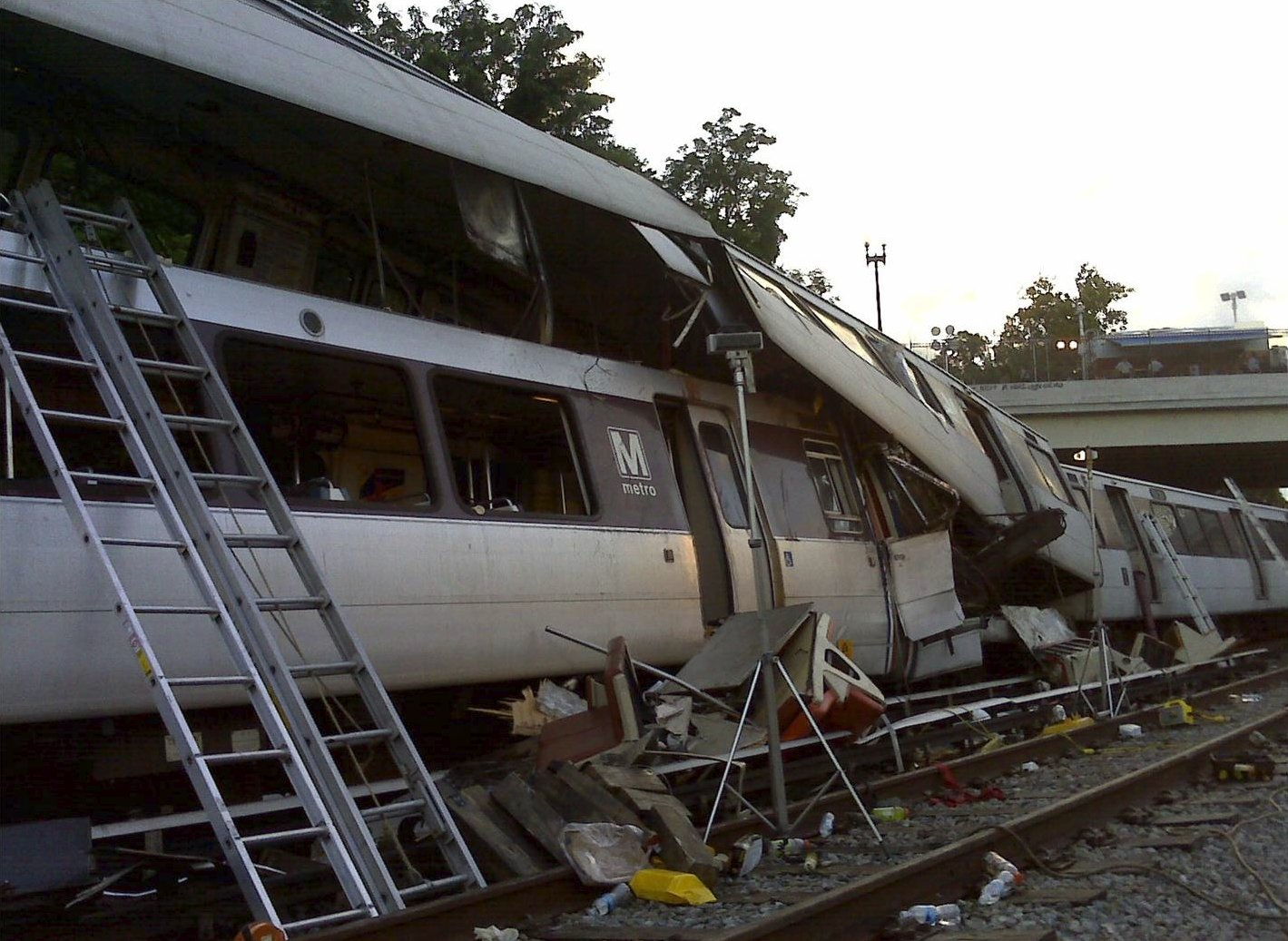
Столкновение поездов, июль 2009

### Столкновение поездов в 2009 году
В 17:03 22 июня 2009 столкнулись два поезда Красной линии метрополитена. В стоящий шестивагонный поезд врезался другой такой же поезд, следовавший в том же направлении. В результате оба поезда были сильно смяты. Врезавшийся поезд «залез» на крышу стоявшего поезда. Жертвами трагедии стали 9 человек — машинист врезавшегося поезда и 8 пассажиров. Около 70 человек получили различные ранения. Это самая кровавая катастрофа в Вашингтонском метро. Отчёт Службы безопасности на транспорте, представленный 27 июля 2010 года, назвал причиной аварии отказ автоматики и аварийной сигнализации. WMATA сделало пресс-релиз, сообщающий о будущем отчёте.

## Галерея

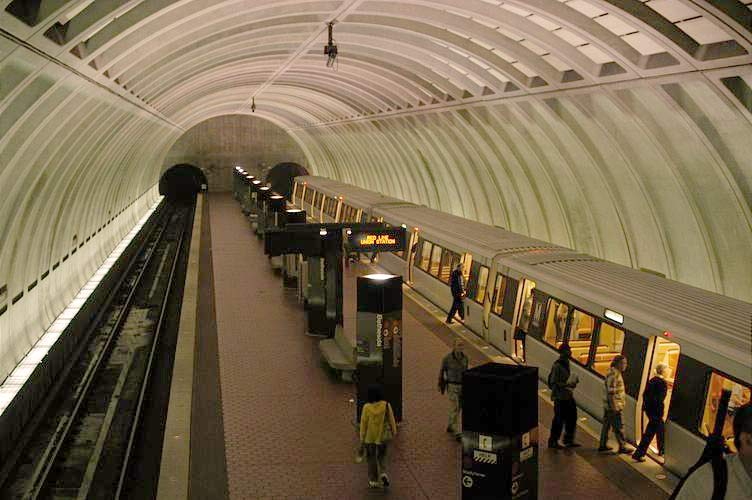
Станция Бетесда
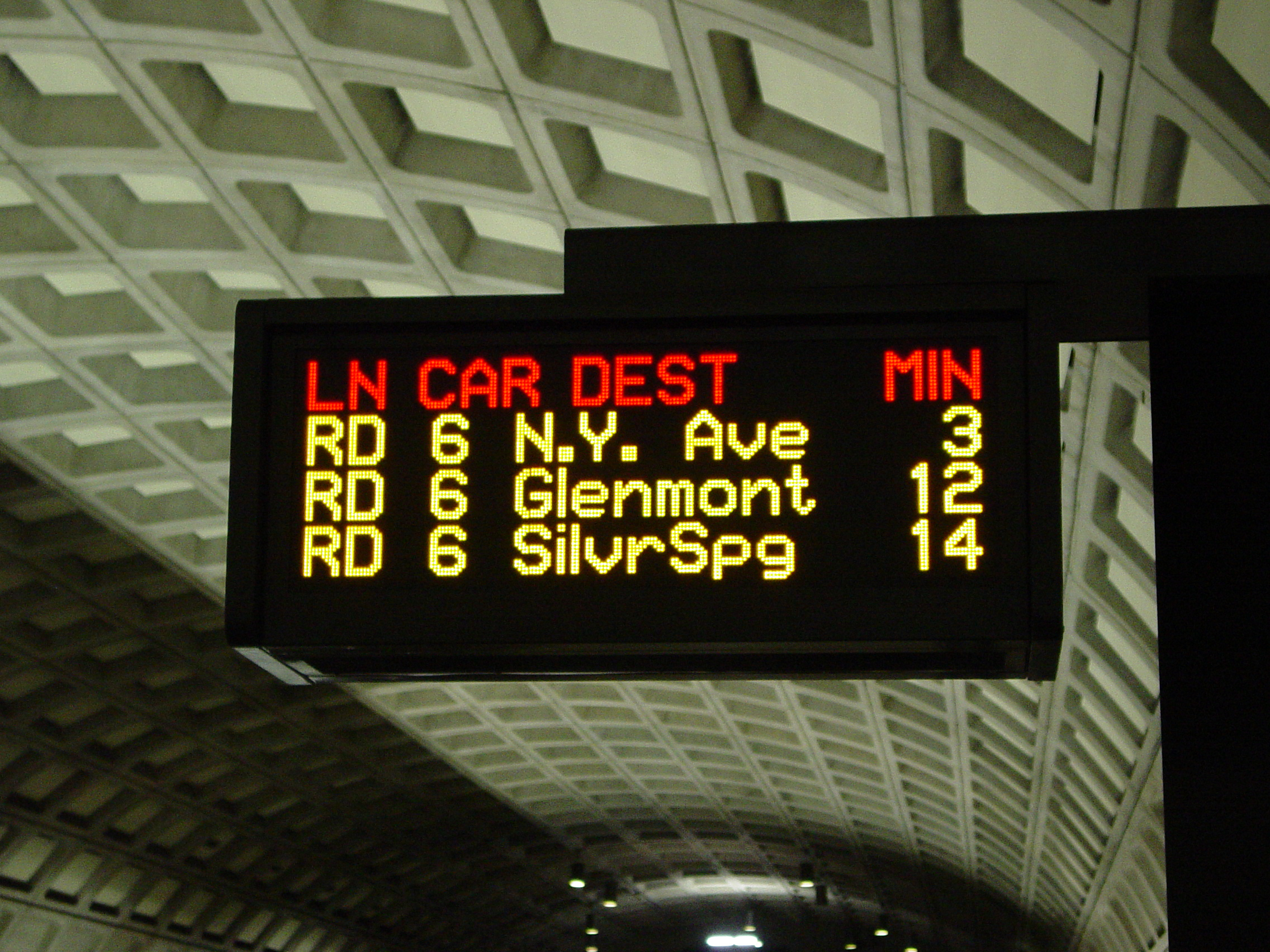
Табло на станции Дюпон Сёркл
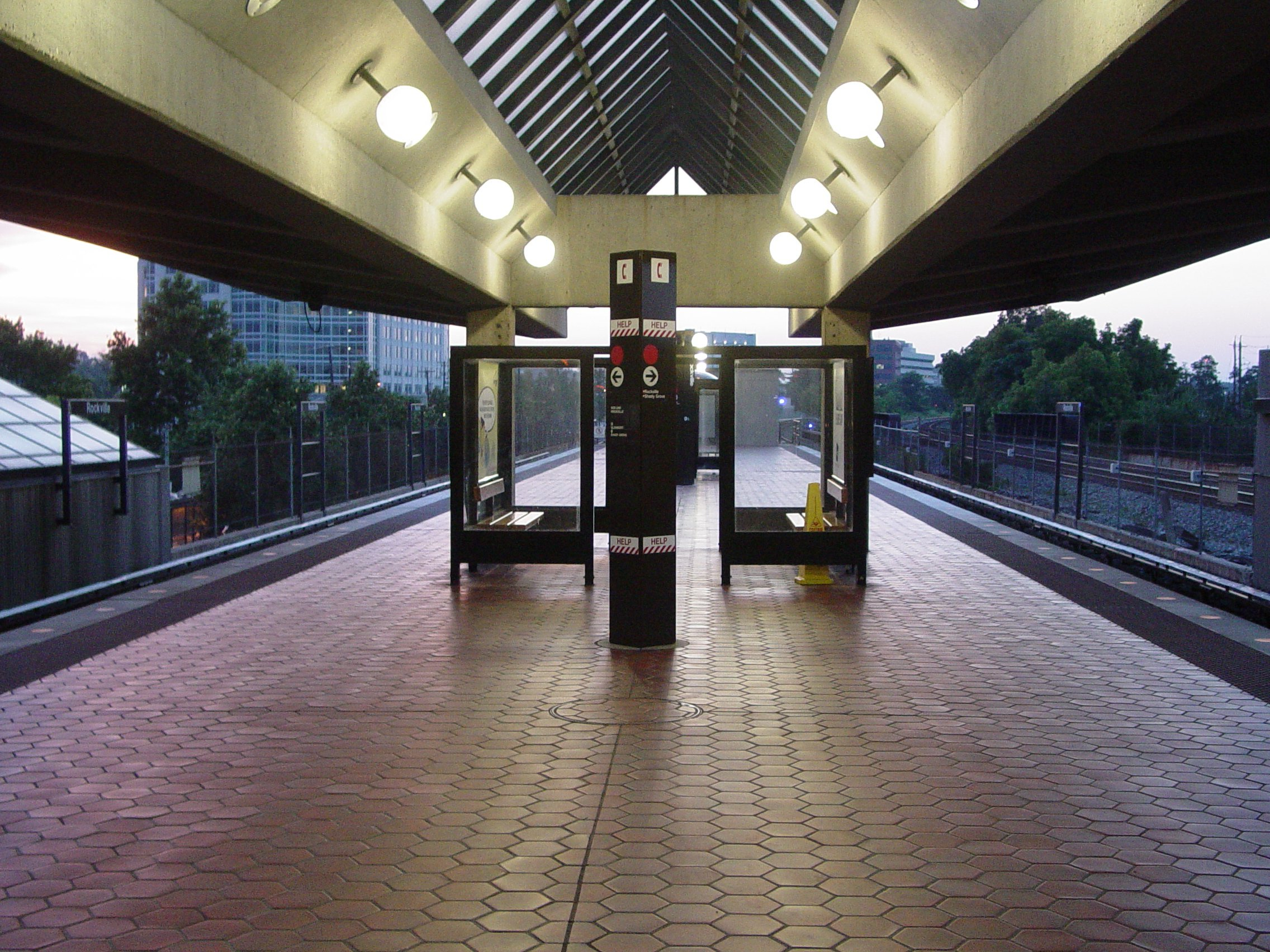
Станция Роквилл
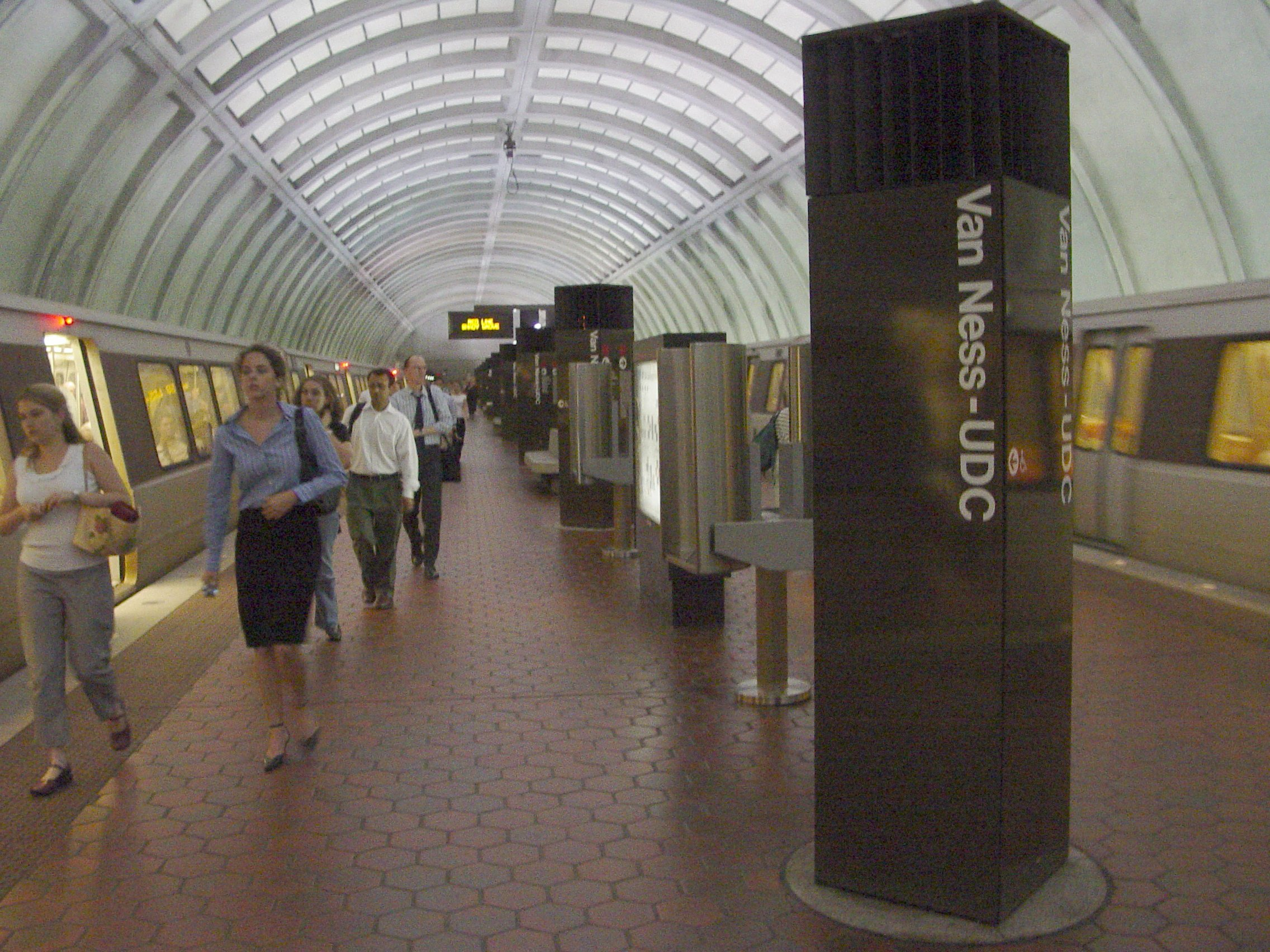
Станция Ван Несс-UDC
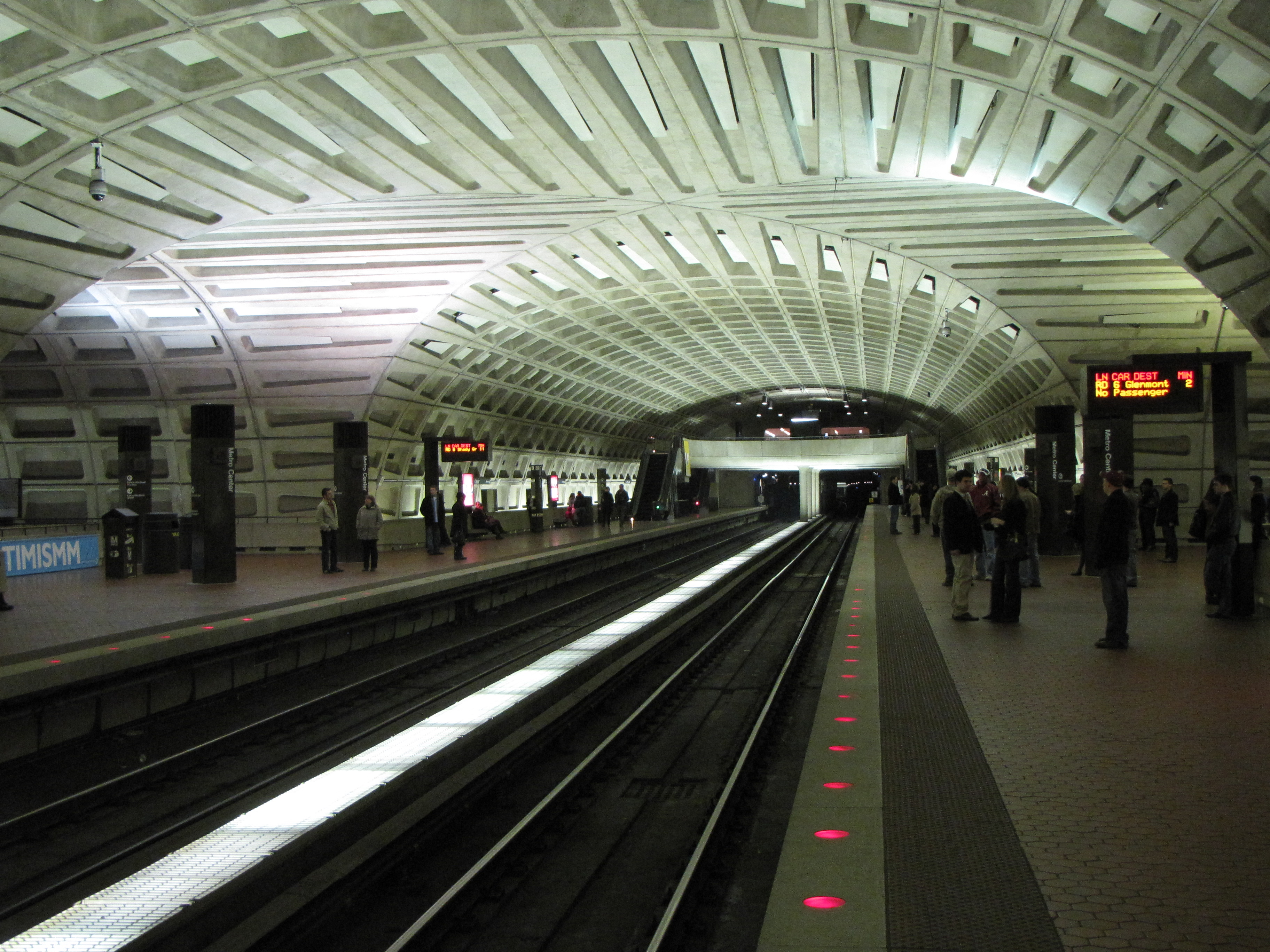
Станция Метро Сентрал